# Ilha Balambangan
A ilha Balambangan (em malaio: Pulau Balambangan) é uma ilha situada a norte da costa de Bornéu, no estado de Sabah, na Malásia. Integra a divisão de Kudat e fica a cerca de 3 km a oeste da ilha Banggi.
Esta ilha foi um dos primeiros lugares da atual Malásia a ter um posto comercial britânico. Os britânicos chamavam-lhe ilha "Felicia".
En 1761, Alexander Dalrymple, da Companhia Britânica das Índias Orientais, chegou a acordo com o sultão de Sulu, que lhe permitiu ocupar a ilha. Um porto livre foi estabelecido, sendo de grande importância para os interesses da Grã-Bretanha na Ásia Oriental, devido ao comércio com a China. O porto, porém, não vingaria devido a constantes ataques piratas, entre outras razões.